# Oxoniový ion

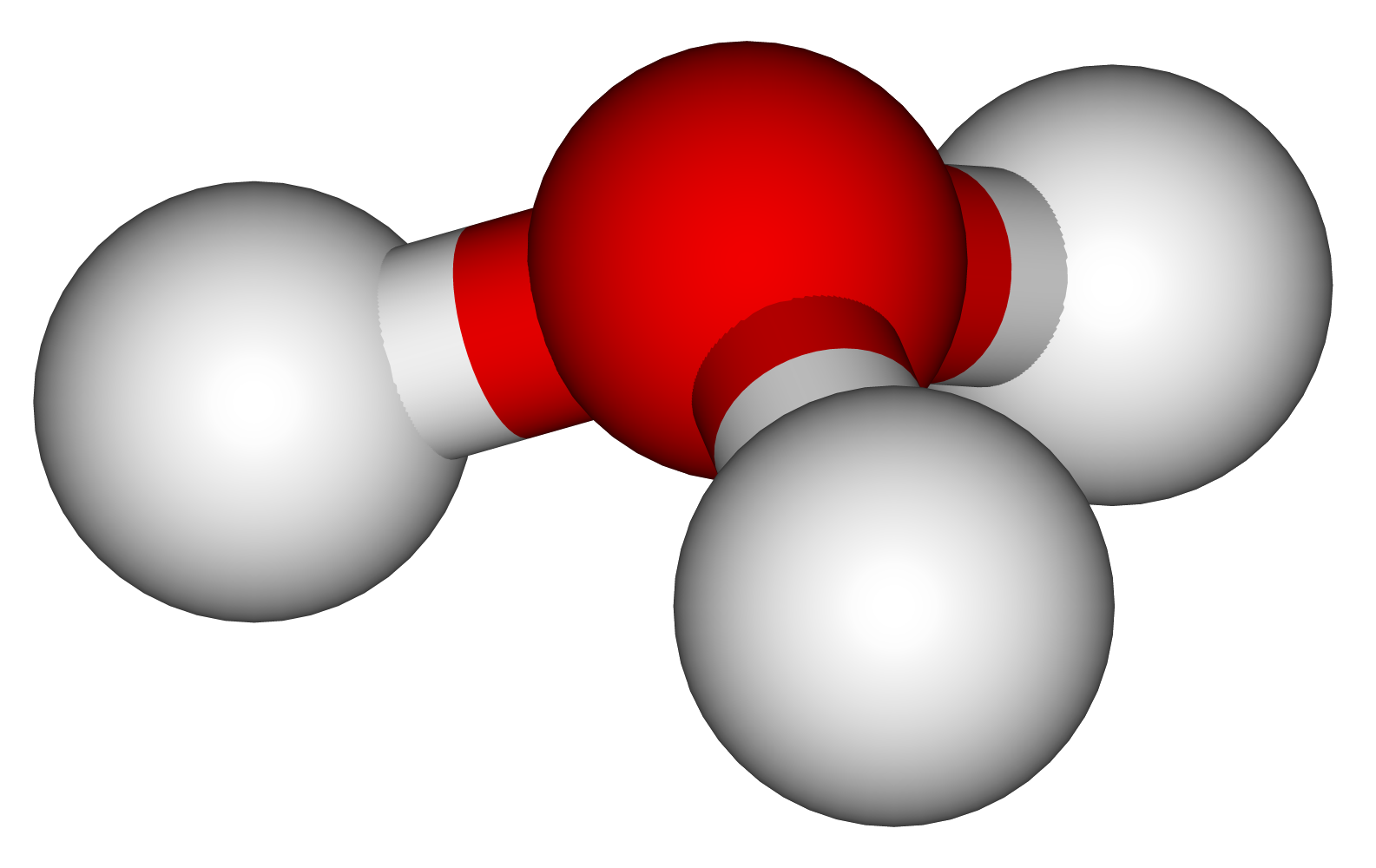
Model oxonia

Oxoniový ion zkráceně oxonium (také hydronium, hydroxoniový ion či hydroxoniový kation) je označení pro ion H3O+, který vznikne navázáním ionu H+ na molekulu vody pomocí koordinačně-kovalentní vazby.
Název oxonium, přesněji hydroxonium podle IUPAC, vychází z toho, že nosičem náboje je v podstatě atom kyslíku a je to kation, proto lze název oxonium odvodit ze slov oxygen = kyslík a onium = kation.

Příklad derivátů oxonia

V širším smyslu jsou oxoniové iony názvem pro organické deriváty ionu H3O+ ve formě [R−OH2]+, [R2OH]+, [R3O]+, kde R znamená organické radikály. Pokud jsou oxonium H3O+ nebo jeho organické deriváty přítomny jako kationy soli, nazývají se tyto sloučeniny soli oxonia.

## Dva významy
Oxoniový ion je pojem z chemie používaný ve dvou významech.
Jednak se takto označuje ion H3O+, viz hydronium. Pro odlišení je možné tento první význam označovat jako hydroxonium případně hydroxoniový ion nebo již zmíněné hydronium.
Druhý význam tohoto slova se používá pro označení kationu s trojvazným kyslíkem. Ten vzniká tak, že kyslík, který má dvě běžné kovalentní vazby, vytvoří třetí vazbu s určitým kationem mechanizmem koordinačně-kovalentní vazby.
Je vidět, že pojem oxoniový ion používaný v prvním zde uvedeném smyslu je speciálním případem významu druhého.

## Oxonium a faktor pH
Iony H3O+ vznikají při autoprotolýze vody, přičemž jeden proton H+ přechází z jedné molekuly vody na druhou. V rovnováze při teplotě 25 °C jsou ve vodě iony H3O+ stejně jako iony OH− v molární koncentraci 10−7 mol/l, to odpovídá hodnotě faktoru pH=7. Oxonium má při standardních podmínkách hodnotu disociační konstanty pKa = −1,74.
Stabilita ionu H3O silně závisí na faktoru pH, tedy na kyselosti nebo zásaditosti prostředí. V neutrálním prostředí (čistá voda) a zásaditém prostředí je oxonium H3O+ nestabilní a velmi snadno se rozpadá na ion H+ a vodu. Uvolněný ion H+ pak buď reaguje s molekulou vody (s jinou nebo i s tou původní) za vzniku nového oxonia nebo reaguje s nějakou jinou molekulou či ionem schopným navázat vodíkový ion (například amoniak nebo OH−). V kyselém prostředí, s jeho stoupající kyselostí, stabilita oxonia roste.

## Životnost oxonia
Životnost ionu H3O+ je velmi krátká, asi 10−13 sekund. Připojený proton je totiž velmi snadno předán jiné molekule vody. V roztoku tak probíhá nepřetržitý přenos, kdy je jeden proton předáván z jednoho atomu kyslíku na další:
{\displaystyle \mathrm {\ {H_{3}O^{+}}+H_{2}O\ \rightleftharpoons \ \ {H_{2}O}+H_{3}O^{+}} }
V určitém okamžiku může být proton hydratovaný dvěma molekulami vody:
{\displaystyle \mathrm {H^{+}\cdot 2\ H_{2}O\equiv H_{5}O_{2}^{+}} }
Nebo dokonce třemi molekulami vody:
{\displaystyle \mathrm {H_{3}O^{+}\cdot 3\ H_{2}O\equiv H_{9}O_{4}^{+}} }
Výzkumy pomocí infračervené spektroskopie odhalily dokonce hydratovaný ion H13O6+. Vzhledem k tomu, že všechny tyto iontové formace ve vodné roztoku nehrají roli ve stechiometrických výpočtech, používá se pro oxonium zápis H3O+.

## Stabilní soli
S některými velmi silnými kyselinami, například kyselinou chloristou, vytváří oxonium soli, které jsou stabilní i v pevném stavu. 
H2O + HClO4 → [H3O]ClO4